# Rock’n’Roll High School (песня)
«Rock’n’Roll High School» — песня американской панк-группы Ramones из саундтрека к фильму «Школа рок-н-ролла». Сингл не попал в чарты США, но достиг 67 места в UK Singles Chart.
Существуют три версии песни. Первая версия была записана в 1979 году и спродюсирована Эдом Стейсиумом и была включена в саундтрек фильма Школа рок-н-ролла. В данной версии имеются вступительные длинные ударные партии, после которых Джоуи напевает «Rock, Rock, Rock, Rock, Rock ’n’ Roll High School». Как правило эту версию они обычно исполняли на концертах. Она была издана только в 1988 году на сборнике Ramones Mania.
Вторая версия представляет себя небольшой ремикс версии Эда Стейсиума, спродюсированный Филом Спектром, который выступил продюсером следующего альбома Ramones, End of the Century. В данной версии была применена «стена звука». Она тоже фигурировала в саундтреке фильма «Школа рок-н-ролла» и была выпущена в виде 7-дюймового сингла.
Третья версия представляла из себя полностью перезаписанную версию Фила Спектора для альбома End of the Century. В ней присутствует длительное гитарное вступление и имеет немного другие аранжировки. На эту версию песни был снят клип.
В данном музыкальном видео барабанщик Марки Рамон, одетый в женскую одежду, играет роль учительницы. Также в этом видео можно увидеть трёх подружек/жён участников группы; первую жену Диди, Веру Болдис, подругу Джонни, Рокси и тогдашняя подруга Джоуи (позже вышла замуж за Джонни), Линда Рамон. Единственный раз версию песни от Спектора группа исполнила под фонограмму в телесериале The Sha Na Na Show.
В 1980 году Ramones исполнили песню на телешоу BBC2 The Old Grey Whistle Test.
Позже вымышленная группа «Элвин и бурундуки» перепела эту песню для своей одноимённой видеоигры 2007 года.

## Участники записи
- Джоуи Рамон — вокал
- Джонни Рамон — гитара
- Ди Ди Рамон — бас-гитара
- Марки Рамон — ударные